# Aquífero
Um aquífero é um conjunto de formações geológicas que pode armazenar água subterrânea. São rochas porosas e permeáveis, capazes de reter água e de cedê-la. Esses reservatórios móveis aos poucos abastecem rios e poços artesianos. Podem ser utilizados pelo ser humano como fonte de água para consumo. Tal como ocorre com as águas superficiais, demandam cuidados para evitar a sua contaminação. O uso crescente pela indústria, agricultura e consumo humano ameaça os aquíferos e coloca esse assunto na agenda ambiental do mundo todo.
É um grande armazenamento de água subterrânea sem muita perda pela evaporação originado das formações geológicas, constituído de rochas permeáveis e poros ou fraturas, que é alimentado pelas águas das chuvas, dos mares, das nascentes mais próximas e que acabam penetrando nos aquíferos através de um importante mecanismo conhecido de infiltração, pois possui como característica a permeabilidade necessária para a movimentação.
A extensão de um aquífero pode ser de um a milhares de quilômetros quadrados, e também espessura de um a centenas de metros quadrados dependendo da localização e da região. O fluxo de água dentro de um aquífero tem duas componentes: horizontal  e vertical.
A preservação desse reservatório de água é de extrema importância não só para manter os níveis como também para o abastecimento, já que pode ser consumida desde que tratadas e preservadas de maneira adequada sem nenhuma contaminação.

## Tipos

### Quanto à circulação
Podemos dizer que existem essencialmente três tipos de aquíferos: 
- Porosos, quando a água circula através de poros. As formações geológicas podem ser detríticas (ex. areias limpas), por vezes consolidadas por um cimento (ex. arenitos, conglomerados, etc.)
- Fraturados e/ou fissurados, quando a água circula através de fracturas ou pequenas fissuras. As formações podem ser granitos, gabros, filões de quartzo
- Cársticos, quando a água circula em condutas que resultaram do alargamento de diaclases por dissolução. As formações são os diversos tipos de calcários.

### Quanto ao confinamento

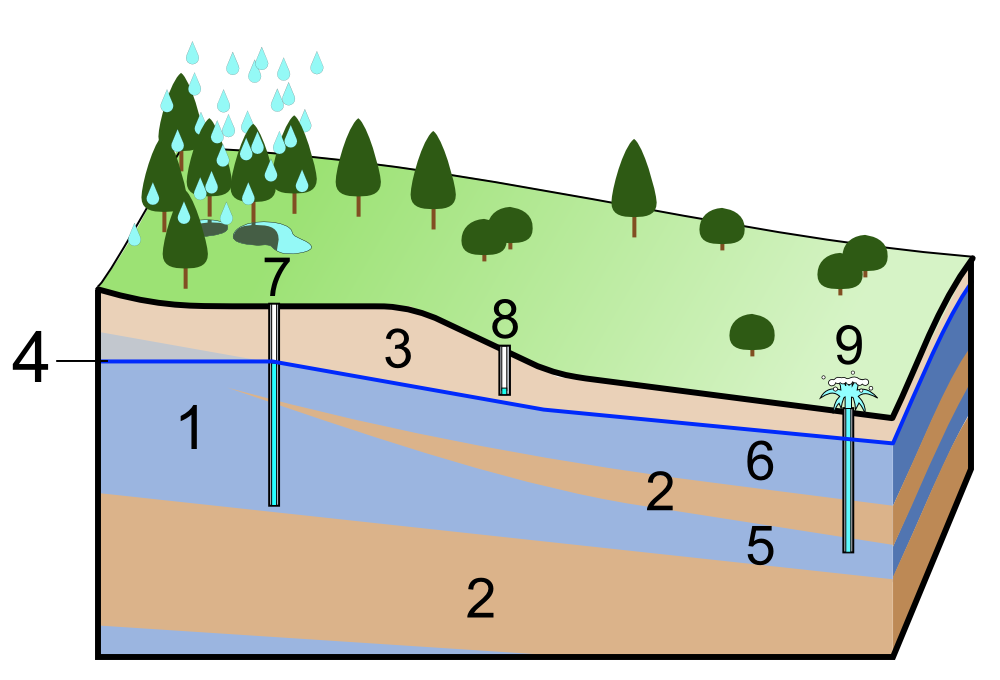
Lençol freático (4), aquífero livre (6), aquitardo (2) e aquífero confinado (5).

- Aquífero livre ou freático: são recipientes originados das rochas permeáveis através da formação geológica, tendo a sua base constituída por uma extensa camada impermeável de argila, já o seu topo é coberto por água que está em equilíbrio com a pressão atmosférica com a qual se comunica. Nesse tipo de aquífero livre, há uma variação na quantidade de água, pois quem determina essa quantidade é a chuva e isso depende exclusivamente da umidade do local. Esse tipo é um dos mais encontrados, contudo também o mais explorado e o que apresenta maiores registros de contaminação.[3]
- Aquífero confinado ou artesiano: o teto desse aquífero e a sua base são constituídos também por rochas permeáveis. Independentemente do seu tamanho ele sempre estará completo (saturado) por água. Nesse armazenamento a pressão da água no topo da saturação é muito maior que a pressão atmosférica daquele mesmo ponto, Por esse fator, quando a abertura de um poço artesiano nesse local, há um grande volume de água sendo jorrada para fora do aquífero. Nessa classificação de aquífero, o processo de contaminação é muito lento, porém há uma dificuldade muito grande de reverter essa situação. Esses aquíferos confinados possuem a chamada recarga indireta que estão sempre localizadas em meio as bacias sedimentares[3]
- Aquífero suspenso: é um aquífero dotado de camada impermeável ou semipermeável que não armazena nem transmite água.[4]

### Quanto à porosidade
- Aquíferos porosos: considerado como um dos mais importantes tipos de aquíferos, pois armazena o maior volume de água possível, e é encontrado em várias régiões. Ele é composto por rochas sedimentares e também por solos arenosos. Os poros homogeneamente distribuídos, encontrados nas rochas, serão por onde a água circulará, sendo assim sua maior característica.[3]
- Aquíferos fraturados ou fissurados: é composto por rochas ígneas, metamórficas ou cristalinas, a circulação da água acontece entre as fendas ou fraturas, essas fendas são resultado do movimento das placas tectônicas. A quantidade de água existente nesse aquífero está diretamente relacionado ao numero de fraturas. Se forem perfurados poços nessas rochas, a probabilidade de abundância de água por hora é muito pequena. A fluidez da água só acontecera onde houver fraturas.[3]
- Aquíferos cársticos: formados por rochas carbonárias ou calcárias, esse tipo também possui fissuras que foram resultado da dissolução do carboneto pela água, essas fissuras podem ser quilométricos formando os chamados rios subterrâneos. As rochas que formam esse aquífero é o calcário, mármore e dolomita.[3]

## Zonas
Um aquífero como foi bem exemplificado possuem uma reserva permanente de água, e uma reserva reguladora ou ativa, que são águas infiltradas pela chuva e córregos.
O local onde ocorre o escoamento de agua da chuva nos aquíferos é chamado de zona de recarga, podendo ser direta ou indireta. A outra parte do escoamento da agua é chamado de zona de descarga.
- Zona de descarga: são águas que escorrem dos aquíferos e vão se desbocar nos rios ou nos poços artesianos
- Zona de recarga direta: é quando as águas da chuva penetram por meio da infiltração pelos poros e fendas.
- Zona de recarga indireta: é quando ocorre o reabastecimento do aquífero que se dá a partir da drenagem (filtração vertical) superficial das águas e do fluxo subterrâneo indireto.

Com o desenvolvimento da tecnologia surge técnicas novas de gestão e conservação de aquíferos. A mais conhecida é a técnica de recarga artificial de aquíferos. Método que consiste em uma injeção forçada de água superficial nos aquíferos que pode ser feita em período de chuvas abundantes na região, diminuindo inclusive os efeitos desastrosos das chamadas “flash floods” tão comuns em áreas áridas e semiáridas.

## Funções
- Produção de água para o abastecimento humano, assim, auxiliando nas necessidades do campo (lavoura, criação, etc.), ou até mesmo nos centros.
- Produção de energia elétrica, já que em muitos locais que não possuem hidrelétrica utilizam desse reservatório para essa produção.
- Mantem a estabilidade dos rios, mares, córregos e nascentes.
- Reservatório de água em épocas que a escassez de chuvas.
- Permite a sustentação da matas auxiliares e de animais que habitam esse local
- É comparado com um filtro, já que não permite que qualquer substancia que chega possa atravessar os poros, por esse motivo isso é conhecido com permeável
- Faz o transporte entre águas de um local para o outro.

Há o uso pertinente de aquíferos em muitos países do mundo, tais como a Índia, China, Japão, países do Oriente Médio, países europeus (principalmente Itália e os países baixos), Estados Unidos, México, Peru, Argentina e no Brasil, particularmente o Estado de São Paulo.

## Maiores aquíferos
- O aquífero Amazonas é considerado hoje o maior do mundo. O aquífero possui reservas hídricas estimadas preliminarmente em 162.520 km³ –sendo a maior que se tem conhecimento no planeta. Isso considerando a reserva até uma profundidade de 500 metros. O aquífero Guarani que, até então, era o considerado maior, tem 39 mil km³ (em quilômetros cúbicos)[7].
- O Guarani com cerca de 1,2 milhão de km² de área, passando pela Argentina, Brasil, Paraguai, Uruguai.
- O Arenito Núbia Líbia, com aproximadamente 2 milhões de km² passando pelo Egito, Chade e Sudão.
- África do Sul com 135 mil km2.
- O Digitalwaterway Vechte possui 7,5 mil km² passando por Alemanha e Holanda;
- O SlovakKarst-Aggtelek com 7,5 mil km²;
- República Eslováquia e Hungria o Praded - República Checa e Polônia com 3,3 mil km²,
- A Bacia Artesiana com 1,7 milhões km² na Austrália;
- A Bacia Murray com 297 mil km² também na Austrália;

Foram descobertos pela UNECE recentemente mais de 100 aquíferos transnacionais na Oceania.
No final de 2013, foram descobertos vários aquíferos de grandes proporções na África, Austrália, China e também na América do Norte.  Aquíferos esses que possuíam, no conjunto, um volume de 500.000 km³ 
Calcula-se que a extração anual dos aquíferos é de 160 bilhões de metros cúbicos (160 trilhões de litros) no mundo.

### Aquífero Guarani
O aquífero guarani foi nomeado em homenagem aos índios guaranis e concentra 70% da sua área total no Brasil, são quase 840 mil km.  A Argentina possui cerca de 255 mil km² desse aquífero, o Uruguai 58 500 km² e sudeste do Paraguai aproximadamente 58 500 km², nas bacias do rio Paraná e do Chaco-Paraná. Ele é livre e poroso, possuindo um volume de aproximadamente 55 mil km³ e profundidade por volta de 1800 metros, com uma capacidade de recarregamento de aproximadamente 166 km³ ao ano por precipitação.
Os aquíferos brasileiros armazenam os importantes excedentes hídricos, que alimentam uma das mais extensas redes de rios perenes do mundo, com exceção dos rios temporários, que nascem nos domínios das rochas do embasamento geológico subflorante do semi-árido da região Nordeste, e desempenham, ainda, importante papel socioeconômico, devido à sua potencialidade hídrica.

### Aquífero Grande Amazônia
O Sistema Aquífero Grande Amazônia (SAGA) é uma grande reserva subterrânea de água que tem sua extensão que começa do Equador indo até o estado do Pará no Brasil, possuindo um volume total de 162.520 km³, o aquífero é considerado um dos maiores do mundo. 

## Impactos ambientais
- A Contaminação das águas, não só as do próprio aquífero como também as que desaguam neles.
- Super exploração de aquíferos: é a extração inconsciente da água.
- A pecuária intensiva, assim como a agricultura irrigada, estão dentre as atividades humanas que mais poluem os aquíferos com nitratos.Com o escoamento da agua o nitrato tende a se acumular entre as fendas. Os aquíferos rasos podem ser facilmente contaminados por fertilizantes, agrotóxicos, advindos do intenso uso do solo pelo homem.
- Utilização como reservatório de esgoto já que não está a céu aberto.
- O escoamento de agrotóxicos utilizados na lavoura acaba contaminando a água e o solo, fazendo com que haja perda de nutrientes.[8]

## Gestão

### Recomendações
Antes de fazer o uso da água dos aquíferos deve se consultar um especialista na área do meio ambiente, para que ele possa orientar da melhor forma possível para que não ocorra a contaminação desse reservatório e nem problemas com a saúde. Respeitar a disponibilidade desse sistema de regenerar quando apresentar fragilidade na sua produção. Caso a água dos aquíferos contaminados seja consumida há possíveis efeitos para a saúde, associados ao consumo de água com elevados teores de nitrato, causando câncer na tiroide, anomalias congênitas em crianças. Em adultos, esse tipo de contaminação pode acarretar vários tipos de neoplasias (câncer), especialmente no trato intestinal.
Ferver ou filtrar a água de nada adianta, a remoção do nitrato pode acontecer quando se utilizada uma tecnologia muito moderna, porém com alto valor aquisitivo. Ainda há pouco estudos e aplicações nessa área da tecnologia.

### Principais desafios
- Controle e prevenção das intrusões salinas nos aquíferos;
- Monitoramento e maior controle sobre a qualidade da água nos aquíferos, especialmente no que se refere à poluição por nitratos;
- Maior fiscalização, na maioria dos casos, e menos utilização dos aquíferos para a irrigação da lavoura;
- Construção e gestão dos reservatórios de água subterrâneos;
- Adotar medidas mais eficazes para gestão e proteção dos aquíferos transnacionais;[10]